# 3 (album)
 For alternative betydninger, se 3 (flertydig). (Se også artikler, som begynder med 3)
3 (også tit kaldet om) er det tredje album fra metalbandet Soulfly.

## Sange
1. .	"Downstroy"  	 	4:25
2. .	"Seek 'n' Strike"  	 	4:28
3. .	"Enterfaith"  	 	4:46
4. .	"One" (ft. Cristian Machado)	 	5:23
5. .	"L.O.T.M." (Last of the Mohicans)	 	2:36
6. .	"Brasil"  	 	5:01
7. .	"Tree of Pain" (ft. Asha Rabouin & Ritchie Cavalera)	Cavalera, Rabouin & Cavalera	8:20
8. .	"One Nation" (Sacred Reich cover ft. Greg Hall & Wiley Arnett)	Rind & Arnett	3:43
9. .	"9-11-01"  	 	1:00
10. .	"Call to Arms" (ft. Danny Marianino)	Cavalera & Marianino	1:24
11. .	"Four Elements"  	 	4:22
12. .	"Soulfly III"  	 	5:02
13. .	"Sangue de Bairro" (Chico Science & Nação Zumbi cover)	Science, Maia, Du Peixe & Dengue	2:19
14. .	"Zumbi"

## Ekstern henvisning
- Allmusic.com - Soulfly III Arkiveret 1. januar 2013 hos  Wayback Machine